# 熊本県道220号三本松甲佐線
熊本県道220号三本松甲佐線（くまもとけんどう220ごう さんぼんまつこうさせん）は、熊本県下益城郡美里町から上益城郡甲佐町に至る一般県道である。

## 概要

### 路線データ
- 起点：熊本県下益城郡美里町畝野（金木交差点、国道218号（国道445号重複区間）交点）
- 終点：熊本県上益城郡甲佐町大字豊内（国道443号交点、熊本県道105号甲佐小川線起点）

## 路線状況

### 重複区間
- 熊本県道321号囲砥用線（下益城郡美里町川越 - 下益城郡美里町甲佐平）

## 地理

### 通過する自治体
- 下益城郡美里町
- 上益城郡甲佐町

### 交差する道路
| 交差する道路                       | 市町村名 | 市町村名 | 交差する場所 | 交差する場所      |
| ---------------------------------- | -------- | -------- | ------------ | ----------------- |
| 国道218号 国道445号 重複           | 下益城郡 | 美里町   | 畝野         | 金木交差点 / 起点 |
| 熊本県道321号囲砥用線 重複区間起点 | 下益城郡 | 美里町   | 川越         |                   |
| 熊本県道321号囲砥用線 重複区間終点 | 下益城郡 | 美里町   | 甲佐平       |                   |
| 国道443号 熊本県道105号甲佐小川線  | 上益城郡 | 甲佐町   | 大字豊内     | 終点              |

### 沿線
- 緑川
- 緑川沿いのキャンプ場（井戸江峡キャンプ場、川平キャンプ場）
- 甲佐町役場
- 甲佐町立甲佐小学校